# Exocelina glypta
Exocelina glypta är en skalbaggsart som först beskrevs av Guignot 1955.  Exocelina glypta ingår i släktet Exocelina och familjen dykare. Inga underarter finns listade i Catalogue of Life.